# Florida State Road 15A
Die Florida State Road 15A ist eine State Route im US-Bundesstaat Florida, die auf einer Länge von gut 11 Kilometern als westliche Umgehungsstraße um DeLand im Volusia County herumführt. Die Straße wird vom Florida Department of Transportation (FDOT) betrieben.

## Streckenverlauf
Die Straße zweigt im Norden vom U.S. Highway 17 zwischen De Leon Springs und North DeLand ab und führt nach Süden. Dabei kreuzt sie die State Road 44. Anschließend biegt sie nach Südosten ab und mündet am südlichen Stadtrand auf die gemeinsame Trasse von U.S. 17 und U.S. 92, womit sie endet.